# Bitwa pod Manbidżem
Bitwa pod Manbidżem – bitwa o władzę w Hrabstwie Edessy, która  rozegrała się we wrześniu 1108 r.
Po przegranej pod Harran w 1104 r. Baldwin II dostał się do niewoli i został wykupiony na początku 1108 r. W tym czasie władzę w Edessie sprawował Tankred. Jednakże nie chciał on dobrowolnie przekazać hrabstwa Baldwinowi, zmuszając go do walki.
Do decydującego starcia doszło we wrześniu 1108 r. pod Manbidżem, gdzie połączone siły Baldwina, Joscelina i muzułmańskiego przywódcy Dżawalego starły się z wojskami Tankreda i wspierających go oddziałów seldżuckich. Bitwa, w której po obu stronach walczyli zarówno chrześcijanie, jak i muzułmanie, była bardzo zażarta i zakończyła się klęską Tankreda, który zmuszony był wycofać się z Edessy.